# Wayne Gretzky
Wayne Douglas Gretzky, kanadski hokejist in hokejski trener, * 26. januar 1961, Brantford, Ontario, Kanada.
Gretzky, z vzdevkom The Great One (Največji), je splošno priznan kot najboljši hokejist v zgodovini lige NHL, pogosto je tudi označen za najboljšega hokejista vseh časov s strani športnih piscev, hokejistov in tudi uradnikov lige NHL. Ob svoji športni upokojitvi, 18. aprila 1999, je držal štirideset rekordov za redni del sezone, petnajst za končnico in šest za Tekmo zvezd. Je edini hokejist lige NHL, ki je v sezoni dosegel preko 200 točk, kar mu je uspelo štirikrat. Poleg tega je presegel 100 točk v šestnajstih profesionalnih sezonah, štirinajstkrat zapored. Gretzkyjeva številka dresa 99 je kot edina upokojena s strani vseh klubov lige NHL. S strani Mednarodne hokejske zveze je bil izbran v Moštvo zvezd stoletja na podlagi glasovanja 56-ih strokovnjakov iz šestnajstih držav.
Rojen in odrasel v Brantfordu, Ontario, je Gretzky treniral svoje hokejske sposobnosti na drsališču za hišo in na mladinskih tekmah, kjer je v hokejskem znanju in sposobnostih izstopal med vrstniki. Kljub ne posebej veliki postavi, moči in hitrosti, je Gretzky prednjačil pri inteligenci in branju hokejske igre. Spretno se je izogibal naletom hokejistov nasprotne ekipe, sam pa je znal pravilno predvidevati, kam se bo plošček odbil, in izbrati pravo potezo ob pravem času.
Leta 1978 je podpisal za Indianapolis Racerse v ligi WHA, kjer je igral kratek čas, preden je bil prodan v Edmonton Oilerse. Ob propadu lige WHA, so Oilersi vstopili v ligo NHL, kjer je Gretzky postavil več strelskih rekordov in popeljal svoj klub do štirih Stanleyjevih pokalov. Po prodaji v Los Angeles Kingse je klub nemudoma postal uspešnejši, Gretzky ga je leta 1993 popeljal vse do finala končnice, zaslužen pa je tudi za popularizacijo hokeja v Kaliforniji. Kratek čas je igral pri St. Louis Bluesih, kariero pa je zaključil pri New York Rangersih. V svoji karieri je osvojil devet nagrad Hart Trophy za najkoristnejšega hokejista lige, deset nagrad Art Ross Trophy za največ doseženih točk v sezoni, po pet nagrad Lady Byng Trophy za športnost in učinkovitost in Lester B. Pearson Award ter dve nagradi Conn Smythe Trophy za najučinkovitejšega hokejista končnice.
Po upokojitvi v sezoni 1998/99 je bil Gretzky takoj sprejet v Hokejski hram slavnih lige NHL in je zadnji hokejist, ki je bil sprejet brez sicer obveznega časovnega obdobja vsaj treh sezon od športne upokojitve. Leto kasneje je bil sprejet še v Mednarodni hokejski hram slavnih. Za Zimske olimpijske igre 2002 je prevzel položaj direktorja kanadske reprezentance, s katero je kot igralec osvojil eno bronasto medaljo s svetovnega prvenstva, kot direktor pa je reprezentanco popeljal do zlate olimpijske medalje. V sezoni 1999/00 je postal delni lastnik kluba Phoenix Coyotes, med sezonama 2005/06 in 2009/08 pa tudi trener, ko kluba v štirih sezonah ni uspel popeljati v končnico.

## Zgodnja leta
Gretzkyjev stari oče po očetovi strani Anton (»Tony«) Gretzky se je pred prvo svetovno vojno s svojo družino priselil v Kanado prek ZDA iz Ruskega imperija, iz današnjega Grodna v Belorusiji.  Po koncu vojne se je Anton poročil z Mary, ki se je priselila iz tedaj poljskega mesta Podhajce, danes Ukrajina. Tony in Mary sta imela v lasti 10 ha veliko kumarično farmo v Canningu, Ontario, kjer je bil rojen in odrasel Walter Gretzky, ki je tu tudi spoznal Waynovo mati Phyllis Hockin. Poročila sta se leta 1960 in živela v stanovanju v Brantfordu, kjer je Walter delal za podjetje Bell Telephone Canada. Družina se je sedem mesecev po Waynovem rojstvu preselila v hišo na Varadi Avenue v Brantfordu, izbrana tudi zaradi ravne okolice, kjer je bilo mogoče pozimi postaviti drsališče. Wayne je dobil sestro Kim in brate Keitha, Glena in Brenta. Družina je pogosto obiskovala Tonyjevo in Maryjino farmo ter skupaj gledala Hockey Night in Canada. Pri dveh letih je Wayne poskušal proti Mary zadeti gol s spominsko palico. Na farmi je Wayne prvič izkusil drsanje na ledu, star dve leti in deset mesecev.
Gretzkyjevo poreklo tipično opisujejo kot angleško po materini strani in belorusko ali poljsko po očetovi strani, toda po očetovi strani je delno tudi ukrajinskega porekla. V intervjuju je Gretzkyjev oče Walter povedal, da sta bila njegova starša Belorusa, med tem ko je ob več drugih priložnostih omenil poljsko poreklo svoje družine. Anton Gretzky je bil rojen v Rusiji ukrajinskim staršem, edini slovanski jezik v Gretzkyjevi družini pa je bil ukrajinščina. Gretzkyjeva mati Phyllis je angleškega porekla in je v sorodu z britanskim generalom Sirom Isaacom Brockom, herojem Vojne leta 1812.
Walter je naučil Wayna, Keitha, Brenta, Glena in njihove prijatelje hokeja na drsališču, ki ga je postavil za hišo, poimenovanem Wally Coliseum. Vaje so vključevale drsanje okrog steklenic in pločevink ter vodenje ploščka preko hokejskih palic položenih na ledu. Poleg tega je bil Waltrjev nasvet: »drsaj kamor plošček gre, ne kjer je bil«. Wayne je bil čudežni otrok, zaradi svojih neverjetnih sposobnosti pa je postal tarča ljubosumnih staršev.
Gretzky je pri šestih letih prvič zaigral za ekipo desetletnikov, tudi v nadaljevanju mladinske kariere je vseskozi igral s starejšimi od sebe. Njegov prvi trener Dick Martin je opazil, da zna bolje voditi plošček od svojih starejših soigralcev. Martin je povedal še: »Wayne je bil tako dober, da bi lahko imeli otroka še tako izjemnih hokejskih spodobnosti, pa bi bil spregledan zaradi stvari, ki jih lahko počne Gretzky«. Dresi za desetletnike so mu bili preveliki, zato je svoj dres na desni strani zatlačil v hlače. To je počel tudi še v ligi NHL.
V starosti desetih let je dosegel 378 golov in 139 podaj v eni sezoni za Brantford Nadrofsky Steelerse. S tem so njegove igre pritegnile medijsko pozornost izven rodnega mesta Brantford, med drugim je oktobra 1971 o njem pisal John Iaboni za Toronto Telegram. Do starosti trinajstih let je dosegel že preko tisoč golov. Njegova igra je pritegnila mnoge negativne odzive s strani staršev ostalih hokejistov, tudi soigralčevih, občasno so mu s tribun tudi žvižgali. Walter je pojasnil, da se je to pripetilo tudi na Dan Brantforda v dvorani Maple Leaf Gardens v Torontu februarja 1975.
Pri štirinajstih letih je družina Gretzkyju uredila igranje hokeja v Torontu, delno zaradi boljših možnosti za nadaljnjo kariero, delno pa da so ga umaknili iz neprijetnega pritiska rodnega mesta. Gretzkyjevi so na sodišču proti Canadian Amateur Hockey Association pridobili možnost, da je Wayne lahko igral izven rodnega mesta, kar sicer tedaj ni bilo dovoljeno. Wayne Gretzky je tako lahko nastopil v mladinski B ligi za Toronto Nationalse. V ligi Metro Junior B Hockey je osvojil priznanje za novinca leta za sezono 1975/76 s 60-imi točkami na 28-ih tekmah. Sledečo sezono je pri petnajstih letih dosegel 72 točk na 32-ih tekmah pri istem klubu, zdaj preimenovanem v Seneca Nationalse. V tej sezoni je odigral tudi tri tekme za klub Peterborough Petes v OHL, ko je bil vpoklican zaradi poškodb, kljub manjši postavi in mladosti pa je s svojimi sposobnostmi navdušil oglednike. Podpisal je tudi pogodbo s svojim prvim zastopnikom, Bobom Behnkejem.
Kljub izstopajoči statistiki, sta se mu prva dva kluba na naboru šestnajstletnikov leta 1977 v OMJHL izognila. Oshawa Generalsi so izbrali Toma McCarthyja, Niagara Falls Flyersi pa Steva Petersa. Tretji klub s pravico izbora, Sault Ste. Marie Greyhounds, je Gretzkyja izbral, čeprav je Walter Gretzky povedal klubskemu vodstvu, da se njegov sin ne bo preselil Sault Ste. Marie, kar bi pomenilo preveč potovanj v sezoni. Gretzkyjevi so se dogovorili, da je Wayne pri šestnajstih letih še eno sezono odigral v OHL pri Greyhoundsih. Prav pri Greyhoundsih je Wayne tudi prvič nosil kasneje svetovno prepoznavno številko 99 na svojem dresu. Najprej je želel številko 9 zaradi svojega hokejskega vzornika Gordieja Howa, toda to je nosil že klubski soigralec Brian Gualazzi. Po priporočilu trenerja Muzza MacPhersona je pristal na 99. Pri šestnajstih letih je v svoji edini sezoni pri starejših mladincih Gretzky izboljšal rekord lige OMJHL za dosežene točke v sezoni, osvojil je tudi priznanje za novinca leta in športnost.

## WHA
Leta 1978 se je liga WHA borila z že uveljavljeno ligo NHL, kjer pravila niso dovoljevala podpisa pogodbe z igralci mlajšimi od dvajset let, WHA pa tega pravila ni imela. Tako je več klubov lige WHA želelo pridobiti Gretzkyja, predvsem kluba Indianapolis Racers in Birmingham Bulls. Lastnik Birmingham Bullsov John F. Bassett se je s podpisovanjem čim več mladih bodočih hokejskih zvezdnikov boril proti ligi NHL, Gretzkyja je videl kot najbolj obetavnega mladega hokejista, vseeno pa je z njim podpisal sedemletno pogodbo v višini 1,75 milijona dolarjev lastnik Racersov Nelson Skalbania. Gretzky je dosegel svoj prvi gol v profesionalni ligi proti vratarju Davu Drydenu iz Edmonton Oilersov v svoji peti tekmi, svoj drugi gol pa le štiri sekunde za tem. Skalbania je podpisal z Gretzkyjem osebno pogodbo, ne standardne hokejske, saj je vedel za pogajanja o prestopu nekaterih klubov lige WHA v NHL. Vedel je tudi, da Racersi niso imeli možnosti za prestop v NHL, zato je želel ohraniti klub dovolj dolgo, da bi prejeli kompenzacijo s strani klubov, ki bi prestopili, in sredstva od prodaje mladega zvezdnika.
Gretzky je odigral le osem tekem za Indianapolis, Racersi pa so izgubljali 40.000 dolarjev na tekmo. Skalbania je razkril Gretzkyju, da ga bo prodal, ponudil mu je izbiro med Edmontonom in Winnipegom. Po nasvetu svojega zastopnika je Gretzky izbral Edmonton, toda prestop ni bil enostaven. Gretzky, vratar Eddie Mio in napadalec Peter Driscoll so se vkrcali na privatno letalo, brez da bi vedeli, kjer bo pristal oziroma v kateri klub prestopajo. Med letom je Skalbania delal na prestopu. lastniku Winnipega Michaelu Gobutyju je ponudil igro dame, pri čemer bi zmaga Gobutyja pomenila, da bi dobil Gretzkyja, v nasprotnem primeru pa bi Skalbania dobil delež v Jetsih. Gobuty je predlog zavrnil in hokejisti so pristali v Edmontonu. Skalbania je prodal Gretzkyja, Mia in Driscolla svojemu nekdanjemu sodelavcu in tedanjemu lastniku Edmonton Oilersov, Petru Pocklingtonu. Čeprav je bil odjavljeni znesek 850.000 dolarjev, pa je Pocklington v resnici plačal 700.000. Mio je plačal račun za polet v vrednosti 4.000 dolarjev s svojo kreditno kartico. Vseeno znesek ni zadostoval za preživetje Racersov, saj je klub že decembra propadel.
Eden od vrhuncev sezone za Gretzkyja je bil nastop na Tekmi vseh zvezd lige WHA. Tedaj je prireditev potekala v obliki treh tekem proti Dinamu Moskva. Zvezde lige WHA je vodil Jacques Demers, ki je postavil Gretzkyja v napad z njegovim idolom Gordiejem Howom in sinom Markom Howom. V prvi tekmi je napad dosegel sedem točk, zvezde lige WHA pa so zmagali s 4:2. V drugi tekmi sta Gretzky in Mark Howe dosegla po en gol, Gordie Howe pa podajo, ob ponovitvi rezultata prve tekme. V tretji tekmi napad ni dosegel gola, vseeno pa so zvezde lige WHA zmagale s 4:3.
Na svoj osemnajsti rojstni dan, 26. januarja 1979, je Pocklington z Gretzkyjem podpisal desetletno osebno pogodbo vredno 3 milijone kanadskih dolarjev, z možnostjo podaljšanja še za nadaljnjih deset let. Gretzky je sezono končal kot tretji najboljši strelec lige s 110-imi točkami, pred njim sta bila le Robbie Ftorek in Réal Cloutier. Osvojil je priznanje Lou Kaplan Trophy za novinca leta in pomagal Oilersom do prvega mesta v rednem delu lige. S klubom se je v končnici uspel uvrstiti do finala, kjer pa so izgubili proti Winnipeg Jetsom v šestih tekmah. To je bila za Gretzkyja edina sezona v ligi WHA, saj je le-ta po koncu sezone propadla.

## NHL
Po propadu lige WHA leta 1979 so se Edmonton Oilersi, New England Whalersi, Quebec Nordiquesi in Jetsi pridružili ligi NHL. Gretzkyjev uspeh v ligi WHA se je nadaljeval tudi v ligi NHL, čeprav so nekateri kritiki namigovali, da bi lahko pogorel v ligi, kjer nastopajo močnejši, višji in bolj talentirani hokejisti. Oilersi so, kot ostali preživeli klubi iz lige WHA, lahko zadržali po dva vratarja in drsalca pred ostalimi klubi v ligi NHL. V normalnih okoliščinah bi bil Gretzky odstranjen s seznama hokejistov Oilersev in uvrščen v nabor za leto 1979, toda njegova osebna pogodba je to preprečevala.

### Edmonton Oilers (1979–1988)
V svoji prvi NHL sezoni 1979/80 je Gretzky nemudoma utišal svoje kritike. Bil je prejemnik priznanja Hart Memorial Trophy za najkoristnejšega hokejista lige (prvega od osmih zapored), skupaj z Marcelom Dionnom pa je bil vodilni strelec lige s 137-imi točkami. Čeprav je Gretzky odigral 79 tekem, Dionne pa 80, je bil slednji dobitnik nagrade Art Ross Trophy, ker je dosegel dva gola več. To je še vedno rekordni dosežek v sezoni za novinca lige NHL, Gretzky je postal tudi najmlajši hokejist, ki je v sezoni dosegel 50 golov, ni pa bil v konkurenci za nagrado Calder Memorial Trophy za najboljšega novinca lige, ker je bil pred tem že igral v profesionalni ligi WHA. Tako je nagrado prejel branilec Boston Bruinsov Ray Bourque.
V svoji drugi sezoni je Gretzky osvojil tudi nagrado  Art Ross Trophy (prvo od sedmih zapored) s tedaj rekordnimi 164-imi točkami v sezoni, s tem je izboljšal rekorda Bobbyja Orra za največ asistenc v sezoni (102) in Phila Esposita za največ točk v sezoni (152). Drugič zapored je osvojil nagrado Hart Trophy. Na prvi tekmi končnice proti Montreal Canadiensom je Gretzky dosegel pet asistenc, kar je bil tedaj rekord za število asistenc na posamični tekmi končnice.
V sezoni 1981/82 je Gretzky izboljšal rekord, ki je veljal 35 let, 50 golov na 50-ih tekmah, ki ga je postavil Maurice Richard v sezoni 1944/45, izenačil pa Mike Bossy v sezoni 1980/81. Gretzkyju pa je uspelo doseči 50 golov v le 39-ih tekmah. Petdeseti gol je dosegel 30. decembra 1981 v zadnjih sekundah tekme proti Philadelphia Flyersom, ki so jo Oilersi dobili s 7:5, sam pa je dosegel pet golov. Kasneje v sezoni je Gretzky izboljšal še Espositov rekord za največ golov v sezoni (76), 24. februarja 1982, ko je dosegel hat-trick ob zmagi nad Buffalo Sabresi s 6:3. Sezono je končal z rekordnimi 92-imi goli, 120-imi asistencami in 212-imi točkami na 80-ih tekmah rednega dela, s čimer je kot prvi hokejist lige NHL presegel mejo 200-tih točk. Zaradi tega je Gretzky postal prvi hokejist in prvi Kanadčan, ki je bil imenovan za Športnika leta Associated Pressa, revija Sports Illustrated ga je prav tako imenovala za Športnika leta, kanadski novinarji pa so ga izbrali na največjo novico leta 1982.
V naslednjih sezonah je Gretzky še trikrat izboljšal svoj rekord za število podaj v sezoni, na 125 v sezoni 1982/83, na 135 v sezoni 1984/85 in na 163 v sezoni 1985/86, 120 podaj je presegel še v sezonah 1986/87 s 121-imi in 1990/91 s 122-imi, rekord za število točk pa je izboljšal v sezoni 1985/86 na 215. Ob prestopu iz Edmontona je držal ali izenačil 49 NHL rekordov, kar je prav tako rekord.
Edmonton Oilersi so zadnjo sezoni v ligi WHA končali na prvem mestu po rednem delu, za podoben uspeh v ligi NHL pa so potrebovali štiri sezone, da so se lahko potegovali za Stanleyjev pokal. Oilersi so bili mlada in močna ekipa, katere glavni aduti v napadu so bili Mark Messier, Gretzky, Glenn Anderson in Jari Kurri, v obrambi Paul Coffey, na vratarskem položaju pa Grant Fuhr. Gretzky je bil klubski kapetan med letoma 1983 in 1988. V sezoni 1982/83 so se prvič uvrstili v finale Stanleyjevega pokala, ki pa so ga brez poraza v finalu osvojili trikratni branilci naslova New York Islandersi. V sledeči sezoni so se Oilersi ponovno srečali z Islanders v finalu, a tokrat uspeli osvojiti Stanleyjev pokal, prvega od petih v sedmih letih. 25. junija 1984 je bil Gretzky odlikovan s Kanadskim redom za zasluge Order of Canada za izstopajoč prispevek hokeju. Ker podelitvene slovesnosti vselej potekajo med hokejsko sezono, je Gretzky lahko sprejel odlikovanje šele po trinajstih letih in sedmih mesecih, ko sta se zamenjala že dva guvernerja Kanade. Leta 2009 je bil povišan v Companion of the Order of Canada za nadaljnje prispevke svetu hokeja, »kot eden najboljših hokejistov vseh časov ter za svojo socialno dejavnost kot človekoljub, prostovoljec in vzornik številnim otrokom«. Oilersi so z Gretzkyjem na čelu osvojili Stanleyjev pokal še v sezonah 1984/85, 1986/87 in 1987/88.

### »Prodaja«
Dve uri po zmagi Oilersov v finalu Stanleyjevega pokala leta 1988 je Gretzky od očeta izvedel, da ga klub namerava prodati. Walter je za namero vedel že več mesecev, toda s tem ni želel vznemirjati Gretzkyja. Glede na pričevanje Walterja, so Gretzkyja ponujali Los Angelesu, Detroitu, New Yorku in Vancouvru. Gretzky je razkril, da je Pocklington potreboval denar za pokritje drugih poslovnih naložb, ki niso kazale dobro. Na začetku Gretzky ni želel zapustiti Edmontona, toda kasneje je med medenimi meseci prejel klic lastnika Los Angeles Kingsov Bruce McNalla za srečanje in pogovor o prestopu. Gretzky je McNallu povedal za svoj predpogoj, da bi se mu morala pri Kingsih pridružiti tudi Marty McSorley in Mike Krushelnyski. McNall in Pocklington sta se dogovorila o podrobnostih posla, zadnje dejanje pred podpisom pa je bilo, da je moral Gretzky poklicati Pocklingtona in zahtevati prestop. Ko je Pocklington generalnemu direktorju in trenerju Oilersov Glenu Satherju razkril načrte za prestop, je Sather začel aktivno delovati v smeri preprečitve prestopa, toda ko je izvedel, da je tudi Gretzky sodeloval pri dogovoru, si je premislil in v zameno zahteval Luca Robitailla. Kingsi so to zavrnili in namesto njegova ponudili Jimmyja Carsona.
9. avgusta 1988 so v enem prestopnem poslu, ki je imel velik vpliv in odmev v ligi NHL, Gretzky, McSorley in Krushelnyski prestopili v Los Angeles, Oilersi pa so dobili Carsona, Martina Gelinasa, 15 milijonov dolarjev ter prve izbire Kingsov na naborih v letih 1989 (prodano New Jersey Devilsom, ki so izbrali Jasona Millerja), 1991 (Martin Ručínský) in 1993 (Nick Stajduhar). »Prodaja« (»The Trade«), kot je posel postal znan v medijih, je tako razburil Kanadčane, da je predsednik parlamenta Nelson Riis iz stranke New Democratic Party zahteval, naj vlada prepreči prodajo, neznanec pa je zažgal Pocklingtonov kip pred Northlands Coliseumom. Nekateri Kanadčani so tudi Gretzkyja videli kot izdajalca, ki je obrnil hrbet domačemu mestu in državi. Kot razlog za prestop pa so navajali tudi boljše možnosti za razcvet ženine igralske kariere.
Edmontončani niso gojili zamere do Gretzkyja, saj je na svoji prvi tekmi v Edmontonu po prestopu, ki jo je prenašala tudi kanadska nacionalna televizija, prejel štiriminutne stoječe ovacije. Na dan tekme je bila dvorana razprodana, 17.503 pa je pomenilo največ gledalcev v dvorani do tedaj. Velik aplavz je sledil tudi ob njegovi prvi menjavi, prvem dotiku ploščka, njegovima podajama in tudi ob naletu Marka Messiera nanj. Po tekmi je Gretzky izkoristil priložnost za pojasnilo sodržavljanom: »Še vedno sem ponosen Kanadčan. Nisem pustil svoje države na cedilu. Klub sem zamenjal, ker sem bil prodan in tam je zdaj moja služba. Toda še vedno sem Kanadčan od glave do pet. Upam, da Kanadčani to razumejo.« Po sezoni 1988/89 je bil pred dvorano Northlands Coliseum odkrit  bronast kip Gretzkyja v naravni velikosti, ki nad glavo drži Stanleyjev pokal (na sliki zgoraj desno).

### Los Angeles Kings (1988–1996)
Kingsi so Gretzkyja imenovali za pomočnika kapetana. Na ledu je takoj zablestel, saj je dosegel gol ob svojem prvem strelu na prvi tekmi sezone. Klubu je uspel najboljši začetek sezone v zgodovini kluba s štirimi zaporednimi zmagami, uspeh pa se je nadaljeval tudi z uvrstitvijo v končnico. V divizijskem polfinalu proti Oilersom niso veljali za favorite, vseeno pa so z Gretzkyjem na čelu preobrnili rezultat v zmagah iz 1:3 do presenetljive zmage v seriji s 4:3. Gretzky se je bal, da bo v Edmontonu izžvižgan, toda gledalci so ga sprejeli pozitivno. Šele drugič v svoji karieri ni končal sezone kot najboljši strelec lige, premagal ga je Mario Lemieux iz Pittsburgh Penguinsov, ki je dosegel 199 točk in osvojil tudi nagrado Hart Trophy. Leta 1990 ga je Associated Press razglasil za Športnika desetletja.
Gretzkyjeva prva sezona v Los Angelesu je klubu prinesla boljšo obiskanost tekem in večje zanimanje za hokej v mestu, ki pred tem ni bilo znano po tem športu. Tako so večkrat uspeli razprodati dvorano. Mnogi pripisujejo prestopu Gretzkyja postavitev netradicionalnih hokejskih središč na zemljevid lige NHL, kajti ne le da je Kalifornija dobila še dve franšizi v ligi NHL, Mighty Ducks of Anaheim in San Jose Sharks, njegova popularnost v južni Kaliforniji je pripomogla tudi k ustanovitvi več hokejskih klubov v južnih predelih ZDA.
Gretzky je moral velik del sezone 1992/93 izpustiti zaradi poškodbe hrbta, zaradi česar je bila to edina sezona, ko ni bil najboljši klubski strelec. Vseeno pa je zablestel v končnici s hat-trickom v odločilni sedmi tekmi konferenčnega finala proti Toronto Maple Leafsom. Ta zmaga je Kingsom prinesla prvi nastop v finalu za Stanleyjev pokal v zgodovini kluba, kjer so se pomerili z Montreal Canadiensi. Po zmagi na prvi tekmi s 4:1 so naslednje tri tekme dobili Canadiensi, vselej po podaljšku, odločilno peto tekmo pa so Canadiensi zmagali s 4:1, Gretzky pa v njen sploh ni prišel do strela na gol.
V naslednji sezoni je Gretzky izboljšal rekord Gordieja Howa v skupnem številu doseženih golov v karieri, ponovno je bil tudi najboljši strelec lige, vseeno pa je klub zapadel v dolgo krizo, saj se jim je, kljub številnim menjavam hokejistov in trenerjev, uspelo uvrstiti v končnico šele v sezoni 1997/98. Že davno pred tem je bil Gretzky, ki se je zavedal, da se mu kariera počasi izteka, želel prestop v konkurenčen klub, zato so ga Kingsi na lastno željo prodali.
Med sezono 1994/95, ko liga NHL zaradi stavke ni potekala, je Gretzky s hokejskimi prijatelji (med drugimi so nastopali Mark Messier, Marty McSorley, Brett Hull in Steve Yzerman) na turneji Ninety Nine All Stars Tour igral ekshibicijske tekme v več državah.

### St. Louis Blues (1996)
27. feburarja 1996 je Gretzky prestopil v St. Louis Bluese, v Kingse pa so kot del dogovora prestopili Patrice Tardif, Roman Vopat in Craig Johnson, ob tem pa dobili še dva izbora na naboru. Ko so se v medijih pojavila poročila, da je v Los Angelesu nesrečen, je Gretzky delno sodeloval pri pogajanjih. V času prestopa so bili Bluesi in New York Rangersi kandidati za vrh, toda le Bluesi so ugodili njegovih zahtevam po plači. Gretzky je bil takoj imenovan za klubskega kapetana, v rednem delu sezone in končmici je dosegel 37 točk na 31-ih tekmah, Bluesi pa so se približali uvrstitvi v konferenčni finale. Toda kemija s krilom Brettom Hullom, ki so jo vsi napovedovali, ni prinašala pričakovanih rezultatov, zato ga je trener Mike Keenan javno kritiziral. Gretzky je zavrnil triletno pogodbo v vrednosti 15 milijonov dolarjev s strani Bluesov in 22. julija podpisal z New York Rangersi kot prost igralec, v klubu se je pridružil dolgoletnemu soigralcu pri Oilersih Marku Messieru, podpisal pa je dvoletno pogodbo za 8 milijonov dolarjev z dodatki na uspešnost.

### New York Rangers (1996–1999)
Gretzky je svojo profesionalno hokejski kariero zaključil pri New York Rangersih, kjer je odigral zadnje tri sezone, s klubom pa se je uvrstil v konferenčni finale v sezoni 1996/97. Tam so Rangerse v petih tekmah izločili Philadelphia Flyersi, kljub temu da je Gretzky v končnici dosegel po deset golov in podaj. Prvič v karieri Gretzky ni bil kapetan kluba ali pomočnik kapetana, čeprav je krajši čas opravljal vlogo kapetana, ko se je stalni kapetan Brian Leetch poškodoval. Po koncu sezone 1996/97 je njegov dolgoletni soigralec Mark Messier prestopil k Vancouver Canucksom. S tem je bil sam v središču pozornosti zdaj Gretzky, ki pa se mu s klubom v naslednjih dveh sezonah ni uspelo uvrstiti v končnico.
Leta 1997, dve leti pred njegovo upokojitvijo, je revija The Hockey News imenovala komite petdesetih hokejskih strokovnjakov (bivših hokejistov, bivših in aktivnih hokejskih novinarjev, komentatorjev, trenerjev in uradnikov), da so izbrali 50 najboljših hokejistov v zgodovini lige NHL. Gretzkyja so uvrstili na prvo mesto.
Sezona 1998/99 je bila njegova zadnja v karieri. V njej je dosegel en pomemben mejnik, presegel je rekord v številu vseh zadetkov v profesionalni karieri, v rednem delu sezone in končnici, ki ga je bil pred tem držal Gordie Howe s 1071. V tej sezoni je imel Gretzky težave z doseganjem golov, saj jih je v sezoni dosegel le devet, prav z zadnjim v karieri pa je izboljšal rekord na 1072. Proti koncu sezone so se pojavile medijske špekulacije, da se Gretzky namerava upokojiti, toda sam jih ni potrdil. Njegova zadnja tekma v domači Kanadi je bila predzadnja tekma sezone 15. aprila 1999 ob remiju z 2:2 proti Ottawa Senatorsom. Po tekmi, ko objavijo najboljše tri hokejiste tekme (Three stars), je bil Gretzky imenovan za vse tri. Po koncu te tekme in povratku v New York je Gretzky objavil svojo upokojitev, pred zadnjo tekmo sezone za Rangerse.

Zadnja tekma v Gretzkyjevi karieri je bil poraz z 1:2 po podaljšku proti Pittsburgh Penguinsom 18. aprila 1999 v dvorani Madison Square Garden. Bryan Adams je za to priložnost priredil izvajanje kanadske himne (odpel je We're going to miss you, Wayne Gretzky namesto O Canada, we stand on guard for thee). Tudi ameriška himna, ki jo je odpel John Amirante, je bila spremenjena, da je vsebovala poklon Gretzkyju (in the land of Wayne Gretzky). Gretzky je kariero končal z doseženo točko, ko je ob edinem golu svojega kluba podal Brianu Leetchu. Pred upokojitvijo je bil eden le dveh še aktivnih hokejistov iz lige WHA, drugi pa je bil Mark Messier, ki je v ligi WHA igral prav tako za Oilerse. Gretzky je Scottu Morrisonu povedal, da je bila zadnja tekma kariere njegov največji dan v karieri. Kasneje je še dodatno pojasnil: 
| “ | Moja zadnja tekma v New Yorku je bil moj največji dan v hokeju. Vse kar te navdušuje pri športu kot otroka, vožnje na trening z zmago in očetom, vožnje na tekme z mamo in očetom, gledanje na tribuno, kjer vidiš svojo mamo, očeta in prijatelje, vse to se združi v tej zadnji tekmi v New Yorku. | ” |

Uradni fotograf dvorane Madison Square Garden George Kalinsky je na tej tekmi posnel fotografijo, na kateri Gretzky maha navijačem na tribunah, ki je tako kot njegova fotografija Messierja po zmagi v odločilni sedmi tekmi finala za Stanleyjev pokal, postala legendarna za Rangerse in njihove navijače, saj prikazuje enega največjih trenutkov, ki so se zgodili v dvorani, in tudi v življenju navijačev.

## Reprezentančna kariera
Gretzky je na mednarodnih reprezentančnih tekmah prvič nastopil kot član mladinske kanadske reprezentance na Svetovnem mladinskem prvenstvu 1978 v Montrealu, ko je bil s šestnajstimi leti najmlajši hokejist turnirja. Vseeno je turnir zaključil kot najboljši strelec s sedemnajstimi točkami ter izborom v idealno postavo turnirja in za najboljšega napadalca turnirja, z reprezentanco pa je osvojil bronasto medaljo.
V kanadski članski reprezentanci je debitiral na Kanadskem pokalu 1981. Reprezentanco je kot najboljši strelec turnirja z dvanajstimi točkami popeljal do srebrne medalje, kajti v finalu so izgubili proti sovjetski reprezentanci z 8:1. Sedem mesecev kasneje je Gretzky nastopil na Svetovnem prvenstvu 1982 na Finskem. Dosegel je štirinajst točk na desetih tekmah, tudi po dva gola in podaji na zadnji tekmi proti švedski reprezentanci za bronasto medaljo. Prvo mednarodno zlato medaljo je Gretzky dosegel na Kanadskem pokalu 1984, kjer je kanadska reprezentanca premagala švedsko v finalni seriji na dve zmagi. Drugič zapored je bil najboljši strelec turnirja in izbran v idealno postavo turnirja.
Vrhunec njegove reprezentančna kariere je prišel tri leta za tem na Kanadskem pokalu 1987, glede katerega je sam povedal, da je takrat igral najboljši hokej svojega življenja. V napadu z Mariem Lemieuxom iz Pittsburgh Penguinsov je dosegel 21 točk na devetih tekmah. V finalni seriji proti sovjetski reprezentanci, ki je dobila prvo tekmo, je Gretzky na drugi tekmi dosegel pet podaj, tudi za odločilni gol Lemieuxu. V odločilni tretji tekmi sta Gretzky in Lemieux ponovno poskrbela za odločilni gol. Ob izenačenem rezultatu 5:5 1:26 do konca rednega dela tekme je Lemieux streljal s prve na podajo Gretzkyja ob protinapadu treh proti enem. Lemieux je zadel in prinesel kanadski reprezentanci zmago, ta protinapad pa je splošno prepoznan kot ena najbolj nepozabnih potez v zgodovini kanadske reprezentance.
Kanadski pokal 1991 je zadnjič potekal pod tem imenom. Gretzky je bil še četrtič in zadnjič najboljši strelec turnirja z dvanajstimi točkami na sedmih tekmah, toda v finalni seriji proti ameriški reprezentanci zaradi poškodbe hrbta ni mogel nastopiti. Vseeno je kanadska reprezanca zmagala s 4:1 in 4:2. Pet let za tem je turnir potekal kot Svetovni pokal 1996. Gretzky prvič ni bil najboljši strelec mednarodnega turnirja, saj je bil s sedmimi točkami na osmih tekmah četrti strelec. Ta turnir je tudi prekinil serijo zmag kanadske reprezentance, ki jo je v finalni seriji z 2:1 v zmagah premagala ameriška.
Na Zimskih olimpijskih igrah 1998 v Naganu so prvič lahko nastopili igralci iz lige NHL. Gretzky je bil v reprezentanco imenovan 29. novembra 1997. Položaju kapetana se je odpovedal, kot tudi Steve Yzerman in Ray Bourque, v korist mlajšega Erica Lindrosa. Pričakovanja so bila v domovini velika, toda reprezentanca je izgubila v polfinalu proti češki reprezentanci, ki je nato osvojila naslov olimpijskega prvaka. Tekma je bila odločena po kazenskih strelih ob rezultatu 1:1 po podaljšku, toda trener Marc Crawford nepričakovano Gretzkyja ni izbral za izvajanje kazenskih strelov. Kanadska reprezentanca je nato izgubila še tekmo za bronasto medaljo proti finski in turnir končala brez medalje. To je bil za Gretzkyja osmi in zadnji  reprezentančni nastop, ki ga je končal s štirimi podajami na šestih tekmah. Od reprezentance se je poslovil z rekordi za največ golov (20), največ podaj (28) in največ točk (48) na velikih tekmovanjih.

## Vplivi in spodobnosti
Gretzkyjeve osnovne atletske spodobnosti in telesna konstitucija niso veljale za nič posebnega. Kot osemnajstletni novinec lige NHL je bil visok 180 cm, tehtal pa je 73 kg, ob koncu kariere leta 1999 pa 84 kg. V začetku kariere so mnogi kritiki izpostavljali, da je premajhen, presuh in prepočasen za uspeh v ligi NHL. V času igranja za Oilerse je moštvo dvakrat letno opravilo posamične meritve telesnih sposobnosti in vzdržljivosti. Gretzky je sam povedal, da je bil vedno najslabši v klubu po perifernem vidu, gibljivosti in telesni moči, pri bench pressu pa je lahko vzdignil le 64 kg. Toda po drugi strani sta bila njegova inteligenca in sposobnost branja hokejske igre neverjetna, stalno je uspel pravilno predvidevati odboj ploščka, tako ga je bil lahko pravočasno pri njem. Večkrat je bilo omenjeno, da je »igral kot bi imel oči tudi na zadnji strani glave« in da je imel »talent za izmikanje naletom«. Komentatorji so njegovo sposobnost razložili kot: »V svojih mislih si lahko predstavlja celotno ledeno ploskev s premikajočimi se igralci.« Zaradi te sposobnosti, so ga poimenovali tudi »Einstein hokeja«.
Gretzky je svoje sposobnosti razvijal na drsališču za hišo z veliko predanostjo ter spodbudo in nasveti očeta Walterja, ki je igral hokej v lokalni mladinski B ligi. Toda ob preizkusu zaradi noric ni bil izbran, kar je pomenilo konec njegove kariere. Walter je prenesel svojo ljubezen do hokeja na svoje sinove ter jim priskrbel drsališče za hišo in vaje za razvijanje hokejskih veščin. Drsališče za hišo poimenovano Wally Coliseum je bilo vsako zimo v središču pozornosti družine, Walter je deloval kot trener in tudi soigralec. Brent Gretzky je povedal: »Nedvomno smo bili tudi prisiljeni v to, toda vsi smo imeli radi hokej. Ne vem kje bi bil brez očetove usmeritve.«"
Drsališču je bilo postavljeno tako, da je imel Walter pogled na svoje sinove iz kuhinje in mu ni bilo treba nanj paziti zunaj, kot na uličnem drsališču, saj je Wayne na drsalkah preživel dolge ure. Walterjeve vaje so bile njegova lastna iznajdba, ki je bila pred svojim časom v Kanadi. Gretzky je kasneje povedal, da vaje sovjetske reprezentance, ki so leta 1972 naredile vtis na kanadske hokejske strokovnjake, njemu niso predstavljale ničesar novega. »Tovrstne vaje sem opravljal od starosti treh let. Moj oče je bil zelo pameten.«
Gretzky se je od ostalih hokejistov razlikoval po neverjetni predanosti na ledu. V svoji avtobiografiji je zapisal:
| “ | Vse kar sem si želel početi pozimi, je bilo čas preživeti na ledu. Zjutraj sem vstal, drsal med 7:00 in 8:30, šel v šolo, prišel domov ob 15:30 in ostal na ledu dokler me mati ni poklicala na večerjo, nato pojedel kar v drsalkah in drsal do devetih zvečer. V sobotah in nedeljah smo imeli velike igre, toda noč je postala moj čas. V soseski je veljalo nekakšno nenapisano pravilo, da sem tedaj drsal sam ali z očetom. | ” |

Gretzky je igral tudi bejzbol in dvoranski lacrosse, predvsem poleti. V starosti desetih let je dosegel 196 golov pozimi v hokeju, nato pa še 158 v lacrossu. Pojasnil je, da se je ob igranju lacrossa naučil zaščititi proti naletom: »V tistih časih si lahko v lacrossu utrpel nalet od zadaj, kot tudi nalet s palico, zato si se moral naučiti, kako se izmakniti ob naletu.« Gretzky, ki je imel le 77 kg, je to tehniko prenesel tudi v ligo NHL, kjer se je izmikal naletom tako učinkovito, da se je pojavila govorica o pravilu, ki ne dovoljujejo naletov nanj. Toda Gretzky je sam zanikal govorico, ko je pri Edmonton Oilersih nanj naletel Dale Hawerchuk iz Winnipeg Jetsov. Utrpel je lažji pretres možganov, novinar Michael Benson pa je nalet opisal kot »nizek udarec«. »Ljudje pravijo, da pravilo prepoveduje nalet name«, je pojasnil Wayne, »toda to ne drži«." Hokejist Denis Potvin je nalet na Gretzkyja primerjal z »objemom megle. Videl si ga, ko si stegnil roke proti njem, toda ničesar nisi začutil, le hlad. Imel je močnejši radar za nevarnost od vseh na ledu.« Gordie Howe je nekoč pripomnil, da bi se ob razmaku Gretzkyjevih las prikazalo tretje oko.
Gretzky je postal znan po taktiki postavljanja za golom, delu ledene ploskve, ki so ga poimenovali »Gretzkyjeva pisarna«, ker so tam njegove spretnosti prišle najbolj do izraza. Lahko je podajal soigralcem, kot sta bila Luc Robitaille in Jari Kurri, ali zaokrožil okrog gola in streljal. Do takega načina igre je prišel po preučevanju igre Bobbyja Clarka. Temu dejstvu v čast sta bili na njegovi zadnji tekmi za goloma narisani številki 99. Bobby Orr je o Gretzkyju povedal: »Podaja bolje kot kdorkoli, ki sem ga kdaj videl. In misli toliko potez vnaprej.« Gretzky je sam opisal, da ima »velikokrat občutek kjer se bo njegov soigralec nahajal, zato lahko poda brez, da bi pogledal.«

## Po upokojitvi
Gretzky je bil 22. novembra 1999 sprejet v Hokejski hram slavnih lige NHL, kot deseti brez sicer običajnega časovnega obdobja vsaj treh sezon od športne upokojitve. Ob tem je hram slavnih sporočil še, da je to zadnji tovrstni primer. Leto za tem je bil sprejet še v Mednarodni hokejski hram slavnih. Poleg tega je bila Gretzkyjeva številka dresa 99 ob Tekmi zvezd leta 2000 upokojena s strani celotne lige NHL, kar je šele drug tak primer v severnoameriških profesionalnih ligah, številka dresa 42 Jackieja Robinsona je bila leta 1997 namreč upokojena s strani lige MLB. Mesto Edmonton je oktobra 1999 počastilo Gretzkyja s preimenovanjem ceste mimo dvorane Oilersov, ene najbolj prometnih v mestu, v Wayne Gretzky Drive. Lokalno prevozno podjetje pa je vpeljalo avtobusno linijo 99, ki poteka tudi po cesti Wayne Gretzky Drive. 
Kingsi so leta 2002 priredili prireditev ob upokojitvi njegovega dresa, pred dvorano Staples Center pa so odkrili Gretzkyjev kip v naravni velikosti. Prireditev je potekala šele tedaj, da se je je lahko udeležil Bruce McNall, ki je bil prestajal zaporno kazen. Rodno mesto Brantford je preimenovalo park Road North v Wayne Gretzky Parkway, North Park Recreation Centr pa v Wayne Gretzky Sports Centre. Mesto je leta 2004 Gretzkyja sprejelo še v alejo slavnih.

### Phoenix Coyotes
Kmalu po upokojitvi mu je več NHL klubov ponujalo lastništvo v klubu. Maja 2000 pa se je dogovoril za nakup 10 % deleža Phoenix Coyotesov v partnerstvu z večinskim lastnikom Stevom Ellmanom, prevzel pa je vloge podpredsednika, člana uprave in vodje hokejskih operacij. Coyotesi so bili v procesu prodaje in Ellman je prepričal Gretzkyja k sodelovanju, s tem pa preprečil morebitno selitev franšize v Portland. Posel je bil zaključen 15. februarja 2001, po dveh zamujenih zadnjih rokih, ko sta Ellman in Gretzky zagotavljala finančno kritje nakupa. Tretji lastnik je ob prodaji postal Jerry Moyes. Gretzky je prepričal svojega dolgoletnega zastopnika Michaela Barnetta, da je prevzel položaj generalnega direktorja kluba.
Leta 2005 so se pojavile govorice, da naj bi Gretzky prevzel mesto trenerja, toda Gretzky in klub sta jih zanikala. 8. avgusta 2005 pa je pristal na tovrstno ponudbo kluba. Kot trener je debitiral 5. oktobra, prvo zmago pa dosegel 8. oktobra proti Minnesota Wildom. 17. decembra je zaradi bolezni matere začasno zapustil mesto trenerja, Phyllis Gretzky je nato umrla 19. decembra za rakom na pljučih. Gretzky je ponovno prevzel mesto trenerja 28. decembra.
Leta 2006 je Moyes prevzel večinski delež kluba, Ellman pa v dvorani Glendale Arena in podjetju Westgate. Pojavile so se negotovosti o Gretzkyjevem položaju, 24. maja 2006 pa je podaljšal trenersko pogodbo za pet let.
5. maja 2009 je holding Coyotesov, Dewey Ranch Hockey LLC, vložil predlog stečaja. Pojavil se je spor o lastništvu med podjetjem Research in Motion Jima Balsillieja, ki je imel namen preseliti franšizo, in ligo NHL, ki se je končal na sodišču. Gretzky se ni udeležil pripravljalnega tabora kluba, ki ga je tako vodil pomočnik trenerja Ulf Samuelsson, zaradi nejasnosti glede veljavnosti pogodbe, saj se je postopek bankrota nadaljeval. Pretendenti za lastništvo kluba so sporočili, da Gretzky po postopku bankrota ne bo več povezan s klubom, 24. septembra 2009 je Gretzky tako odstopil z mesta trenerja in vodje hokejskih operacij Coyotesov.

### Zimske olimpijske igre
Gretzky je bil izvršni direktor kanadske reprezentance na Zimskih olimpijskih igrah 2002 v Salt Lake Cityju. 18. februarja je jezno zapustil novinarsko konferenco zaradi komentarjev novinarjev in navijačev glede začetnih rezultatov reprezentance, ko je dosegla po eno zmago, remi in poraz. Po neodločenem rezultatu 3:3 proti češki reprezentanci se je odločil izboljšati ugled kanadske reprezentance pri drugih reprezentancah, govorice o izdajalcih v slačilnici pa je označil kot rezultat ameriške propagande. »Obožujejo, da nam gre slabo« je dejal o ameriških navijačih, ki so Gretzkyja označili kot preveč občutljivega, zagovorniki pa so v tem videli podobno taktiko kot pri prejšnjem selektorju Glenu Satherju, ki je želel zmanjšati pritisk na svoje hokejiste. Gretzky je pojasnil, da se je tako odzval za zaščito kanadskih hokejistov in ne zaradi taktike. Kanadska reprezentanca je na turnirju osvojila prvo zlato olimpijsko medaljo po petdesetih letih.
Tudi na Zimskih olimpijskih igrah 2006 v Torinu je prevzel vlogo izvršenega direktorja reprezentance, toda tokrat reprezentanca ni dosegla vidnejšega uspeha, saj je izpadla v četrtfinalu turnirja in ostala brez medalje. Mesto direktorja reprezentance pa je zavrnil za Svetovno prvenstvo 2005 zaradi slabega zdravja matere.
Gretzky je sodeloval kot ambasador in sodelavec pri uspešnem potegovanju Vancouvra za Zimske olimpijske igre 2010. Potoval je v Prago in tam sodeloval pri predstavitveni ekipi.
Gretzky je bil zadnji nosilec bakle Zimskih olimpijskih iger in eden četverice, ki so na stadionu BC Place na otvoritveni slovesnosti prižgali olimpijski ogenj. Takoj za tem so ga v policijskem avtomobilu odpeljali v središče Vancouvra, kjer je prižgal še zunanji olimpijski ogenj. Ko se je to razvedelo, je množica ljudi sledila policijskemu spremstvu do mesta olimpijskega ognja. Poleg tega je na olimpijskih igrah prevzel mesto posebnega svetovalca kanadske hokejske reprezentance.

### Heritage Classic
Čeprav je bil Gretzky pred tem zatrjeval, da ne bo sodeloval na tekmah veteranov, je zaigral 22. novembra 2003 ob 25-i obletnici Edmonton Oilersov v ligi NHL. Heritage Classic, ki je potekal na stadionu Commonwealth v Edmontnu, je bila prva tekma lige NHL na prostem. Pred ligaško tekmo je bila odigrana tekma med veterani Edmonton Oilersov in Montreal Canadiensov. Kljub nizkim temperaturam si jo je ogledalo 57.167 gledalcev na stadionu in več milijonov po televiziji. Veterani Edmontona so zmagali z 2:0, Montreal pa je zmagal na poznejši ligaški tekmi s 4:3.

## Izven hokeja
Gretzky je nastopil v več televizijskih oddajah, med drugim je bil sodnik v oddaji Dance Fever in igralec v nadaljevanki The Young and The Restless leta 1981. Leta 1984 je potoval v Sovjetsko zvezo, kjer je posnel televizijsko oddajo o ruskem vratarju Vladislavu Tretjaku. Leta 1989 je bil gostitelj komične oddaje Saturday Night Live, leta 1991 pa je nastopal kot animirani lik v risanki ProStars. Skupno je nastopal v več kot štiridesetih filmih in oddajah.

### Družina
Kot sodnik v oddaji Dance Fever je spoznal igralko in svojo kasnejšo ženo Janet Jones, čeprav je sam povedal, da se ona te oddaje ne spominja. Po tem sta se redno srečavala, uradno pa sta par postala leta 1987, ko sta se srečala na košarkarski tekmi Los Angeles Lakersov. Zaročila sta se januarja 1988, poročila pa 17. julija 1988 na razkošnem obredu, ki jo je kanadski tisk poimenoval kraljevska poroka. Prenašala ga je tudi kanadska televizija iz Katedrale Sv. Jožefa. Mediji so poročali, da je obred Gretzkyja stal preko milijona dolarjev.
Par ima pet otrok, ki so Paulina Mary Jean (10. december 1988), Ty Robert (9. julij 1990), Trevor Douglas (14. september 1992), Tristan Wayne (2. avgust 2000) in Emma Marie (28. marec 2003). 

### Poslovna kariera
Gretzky je bil lastnik dveh športnih klubov preden je postal partner Phoenix Coyotesov. Leta 1985 je kupil Hull Olympiquese iz lige QMJHL za 175.000 kanadskih dolarjev. V času njegovega lastništva so bile klubske barve spremenjene v srebrno in črno, tako da so delno sledile barvam Los Angeles Kingsom, kamor je bil Gretzky prestopil. V prvi sezoni po prestopu so Kingsi priredili tabor za novince v dvorani Olympiquesa. Gretzky je leta 1992 klub prodal za 550.000 kanadskih dolarjev.
Leta 1991 je kupil Toronto Argonautse iz CFL, solastnika sta bila Bruce McNall in John Candy. V prvi sezoni je klub osvojil prvenstvo Grey Cup, toda v naslednjih dveh sezonah je bil klub v krizi in prodali so ga pred začetkom sezone 1994. Na pokal Grey Cup so prvotno vgravirali le McNallovo ime kot lastnika, toda novembra 2007 so napako popravili in dodali imeni Gretzkyja in Candyja. Leta 1992 sta Gretzky in McNall skupaj investirala v nakup redke cigaretne kartice Honusa Wagnerja T206 za 500.000 dolarjev, že kmalu pa sta jo prodala. Nazadnje je bila kartica prodana za 2,8 milijona dolarjev.
Restavracija Wayne Gretzkyja v centru Toronta je bila odprta leta 1993 v partnerstvu z Johnom Bitovom. Gretzky je tudi partner podjetja First Team Sports, ki izdeluje športno opremo, in Worldwide Roller Hockey, Inc., upravljavca dvoran za dvoranski hokej. Njegovo ime in podobo so uporabili za celotno paleto različnih izdelkov. Po oceni Forbesa je Gretzky med letoma 1990 in 1998 zaslužil 93,8 milijona dolarjev.

### Ilegalne stave
7. februarja 2006 je bil aretiran pomočnik trenerja Coyotesov Rick Tocchet zaradi upravljanja ilegalne stavnice v New Jerseyju. Stavili so domnevno tudi NHL igralci, Janet Gretzky in generalni direktor Coyotesov Michael Barnett, ki je potrdil stavo na Super Bowl XL pri Tocchetu. Gretzky je zatrdil: »Ničesar nisem zagrešil, sploh pa ničesar v povezavi s stavništvom; to se ni nikoli dogajalo ... Še enkrat bom ponovil: Nisem stavil, to se ni zgodilo, se ne bo zgodili, se ne more zgoditi in to ni nekaj, kar bi sam storil.« Newark Star-Ledger je poročal, da ima policija New Jerseyja posnetke Gretzkyjevih pogovorov s Tocchetom. Viri so časopisu povedali, da ni dokazov o stavah Gretzkyja, toda policija je preiskovala, če je namesto njega stavila žena. Drug vir je kasneje potrdil, da je prisluh nastal po tem, ko je policija obiskala Gretzkyjevo hišo in zaslišala Jonesovo. 16. februarja 2006 so sporočili, da tožilstvo proti Gretzkyju ne bo vložilo obtožnice, zelo verjetno pa tudi ne proti ženi. Tocchet je končal ugibanja, ko se je 2. maja 2007 za obtožbe stavništva izrekel kot kriv. Gretzky in Jones sta bila spoznana za nedolžna.

## Pregled kariere
Odebeljeno - reprezentančni nastopi, glej tudi Statistika pri hokeju na ledu.
| Moštvo              | Liga                     | Sezona |    | Redni del | Redni del | Redni del | Redni del | Redni del | Redni del |   | Končnica | Končnica | Končnica | Končnica | Končnica | Končnica |
| ------------------- | ------------------------ | ------ | -- | --------- | --------- | --------- | --------- | --------- | --------- | - | -------- | -------- | -------- | -------- | -------- | -------- |
| Moštvo              | Liga                     | Sezona | OT | G         | P         | T         | +/-       | KM        | OT        | G | P        | T        | +/-      | KM       |          |          |
| Toronto Nationals   | MetJHL                   | 75/76  |    | 28        | 27        | 33        | 60        |           | 7         |   |          |          |          |          |          |          |
| Seneca Nationals    | MetJHL                   | 76/77  |    | 32        | 36        | 36        | 72        |           | 35        |   | 23       | 40       | 35       | 75       |          |          |
| Peterborough Petes  | OMJHL                    | 76/77  |    | 3         | 0         | 3         | 3         |           | 0         |   |          |          |          |          |          |          |
| Sault Ste. Marie G. | OMJHL                    | 77/78  |    | 64        | 70        | 112       | 182       |           | 14        |   |          |          |          |          |          |          |
| Kanada              | Svetovno ml. prvenstvo A | 78     |    | 6         | 8         | 9         | 17        |           | 2         |   |          |          |          |          |          |          |
| Indianapolis Racers | WHA                      | 78/79  |    | 8         | 3         | 3         | 6         |           | 0         |   |          |          |          |          |          |          |
| Edmonton Oilers     | WHA                      | 78/79  |    | 72        | 43        | 61        | 104       |           | 19        |   | 13       | 10       | 10       | 20       |          | 2        |
| Edmonton Oilers     | NHL                      | 79/80  |    | 79        | 51        | 86        | 137       | +15       | 21        |   | 3        | 2        | 1        | 3        |          | 0        |
| Edmonton Oilers     | NHL                      | 80/81  |    | 80        | 55        | 109       | 164       | +41       | 28        |   | 9        | 7        | 14       | 21       |          | 4        |
| Kanada              | Kanadski pokal           | 81     |    | 7         | 5         | 7         | 12        |           | 2         |   |          |          |          |          |          |          |
| Edmonton Oilers     | NHL                      | 81/82  |    | 80        | 92        | 120       | 212       | +81       | 26        |   | 5        | 5        | 7        | 12       |          | 8        |
| Kanada              | Svetovno prvenstvo A     | 82     |    | 4         | 6         | 8         | 14        |           | 0         |   |          |          |          |          |          |          |
| Edmonton Oilers     | NHL                      | 82/83  |    | 80        | 71        | 125       | 196       | +60       | 59        |   | 16       | 12       | 26       | 38       |          | 4        |
| Edmonton Oilers     | NHL                      | 83/84  |    | 74        | 87        | 118       | 205       | +76       | 39        |   | 19       | 13       | 22       | 35       |          | 12       |
| Kanada              | Kanadski pokal           | 84     |    | 8         | 5         | 7         | 12        |           | 2         |   |          |          |          |          |          |          |
| Edmonton Oilers     | NHL                      | 84/85  |    | 80        | 73        | 135       | 208       | +98       | 52        |   | 18       | 17       | 30       | 47       |          | 4        |
| Edmonton Oilers     | NHL                      | 85/86  |    | 80        | 52        | 163       | 215       | +71       | 46        |   | 10       | 8        | 11       | 19       |          | 2        |
| Edmonton Oilers     | NHL                      | 86/87  |    | 79        | 62        | 121       | 183       | +70       | 28        |   | 21       | 5        | 29       | 34       |          | 6        |
| Kanada              | Kanadski pokal           | 87     |    | 9         | 3         | 18        | 21        |           | 2         |   |          |          |          |          |          |          |
| Edmonton Oilers     | NHL                      | 87/88  |    | 64        | 40        | 109       | 149       | +39       | 24        |   | 19       | 12       | 31       | 43       |          | 16       |
| Los Angeles Kings   | NHL                      | 88/89  |    | 78        | 54        | 114       | 168       | +15       | 26        |   | 11       | 5        | 17       | 22       |          | 0        |
| Los Angeles Kings   | NHL                      | 89/90  |    | 73        | 40        | 102       | 142       | +8        | 42        |   | 7        | 3        | 7        | 10       |          | 0        |
| Los Angeles Kings   | NHL                      | 90/91  |    | 78        | 41        | 122       | 163       | +30       | 16        |   | 12       | 4        | 11       | 15       |          | 2        |
| Kanada              | Kanadski pokal           | 91     |    | 7         | 4         | 8         | 12        |           | 2         |   |          |          |          |          |          |          |
| Los Angeles Kings   | NHL                      | 91/92  |    | 74        | 31        | 90        | 121       | -12       | 34        |   | 6        | 2        | 5        | 7        |          | 2        |
| Los Angeles Kings   | NHL                      | 92/93  |    | 45        | 16        | 49        | 65        | +6        | 6         |   | 24       | 15       | 25       | 40       |          | 4        |
| Los Angeles Kings   | NHL                      | 93/94  |    | 81        | 38        | 92        | 130       | -25       | 20        |   |          |          |          |          |          |          |
| Los Angeles Kings   | NHL                      | 94/95  |    | 48        | 11        | 37        | 48        | -20       | 6         |   |          |          |          |          |          |          |
| Los Angeles Kings   | NHL                      | 95/96  |    | 62        | 15        | 66        | 81        | -7        | 32        |   |          |          |          |          |          |          |
| St. Louis Blues     | NHL                      | 95/96  |    | 18        | 8         | 13        | 21        | -6        | 2         |   | 13       | 2        | 14       | 16       |          | 0        |
| Kanada              | Svetovni pokal           | 96     |    | 8         | 3         | 4         | 7         |           | 2         |   |          |          |          |          |          |          |
| New York Rangers    | NHL                      | 96/97  |    | 82        | 25        | 72        | 97        | +12       | 28        |   | 15       | 10       | 10       | 20       |          | 2        |
| New York Rangers    | NHL                      | 97/98  |    | 82        | 23        | 67        | 90        | -11       | 28        |   |          |          |          |          |          |          |
| Kanada              | Olimpijske igre          | 98     |    | 6         | 0         | 4         | 4         |           | 2         |   |          |          |          |          |          |          |
| New York Rangers    | NHL                      | 98/99  |    | 70        | 9         | 53        | 62        | -23       | 14        |   |          |          |          |          |          |          |
| Skupaj              |                          |        |    | 1608      | 963       | 2080      | 3043      | +518      | 608       |   | 221      | 132      | 270      | 402      |          | 68       |